# Méthylsélénol
Le méthylsélénol, ou méthanesélénol, est un composé chimique de formule CH3SeH. Ce sélénol est l'analogue structurel sélénié du méthanethiol CH3SH, il se présente sous la forme d'un liquide incolore volatil et inflammable à l'odeur nauséabonde.
Des études indiquent qu'il pourrait avoir une action bénéfique sur certains cancers,.